# Lachuil
De lachuil (Ninox albifacies synoniem: Sceloglaux albifacies) is een uitgestorven vogel uit de familie Strigidae (Uilen). George Robert Gray beschreef de soort in 1844 met als naam Athene albifacies. In 1848 maakte Johann Jakob Kaup er de typesoort van het geslacht Sceloglaux van en weer later verschoof de soort naar het geslacht Ninox.

## Verspreiding en leefgebied
Deze soort was endemisch in Nieuw-Zeeland met 2 ondersoorten:
- N. a. rufifacies: Noordereiland.
- N. a. albifacies: Zuidereiland.

Het laatst bekende (dode) specimen werd in 1914 gevonden in de Canterburyregio op het Zuidereiland. Sindsdien zijn er nog wel enkele niet bevestigde meldingen geweest van het dier, maar geen specimens. De soort is uitgestorven door de jacht, habitatverlies en de invoer van katten en andere predatoren.